# عملية رامي القنابل
عملية رامي القنابل هي عبارة عن سلسلة من 16 تجربة نووية أجرتها الولايات المتحدة بين عامي 1984-1985 في موقع اختبار نيفادا. سبقت هذه الاختبارات سلسلة عملية فوسيلير وتلتها سلسلة عملية سائق العربة.